# Вербицкая (платформа)
Вербицкая — железнодорожная платформа в городе Людиново Калужской области. Направления на Брянск, Фаянсовую.
Регулярное пригородное сообщение дизель-поездами осуществляется во всех направлениях.
Платформа расположена в западной части города под эстакадой ул. Ленина.